# Basses Blatt
Basses Blatt ist ein kostenloses Anzeigenblatt, das die meisten Haushalte im Kreis Segeberg erhalten. Basses Blatt erscheint jeden Mittwoch sowie am Wochenende. Wegen der Corona-Pandemie wurde der Erscheinungstermin auf wöchentlich jeden Freitag mit einer Auflage von 46.000 Exemplaren (2020) geändert. Basses Blatt hat im Januar 2024 die Auflage auf 42.380 Exemplare reduziert. Das Blatt wird unter anderem in Boostedt, Nahe und Heidmühlen nicht mehr verteilt.
Gründer des Anzeigenblattes war Jürgen von Basse, erster Produktionsort dessen private Räume in der Riihimäkistraße in Bad Segeberg. Am 29. Januar 1983 erschien die Zeitung zum ersten Mal, sie hatte einen Umfang von zwölf Seiten.
Ab November 1983 befand sich die Redaktion in der Kurhausstraße 22. Das Verteilungsgebiet reichte im ersten Jahr des Bestehens von Trappenkamp und Bornhöved im Norden bis Gnissau im Osten, von Nahe im Süden bis Bockhorn im Westen. Später kamen das ehemalige Amt Wensin, Wankendorf und Stolpe hinzu, ferner Sülfeld und Kayhude im Süden, Dersau und Kalübbe im Kreis Plön sowie Boostedt.
1985 suchten die Lübecker Nachrichten einen Partnerverlag. Seit dem 1. Januar 1986 hält die LN einen 50-prozentigen Anteil an der Basses Blatt Verlag GmbH.  2012 verkaufte Verlagsgründer Jürgen von Basse seinen Anteil an eine private Investorengruppe, die Basses Blatt Beteiligungsgesellschaft. Von  September 2013  bis November 2020 war Niels Oumar als Geschäftsführer eingesetzt. Im Dezember 2020 trat Tim Klatt seine Nachfolge an. Seit 2022 ist Basses Blatt eine 100-prozentige Tochterfirma der Lübecker Nachrichten.
Im Mai 1993 entstanden die Verlagsräume in der Kurhausstraße 14.
Die Lübecker Nachrichten zogen im Juni 2016 mit ihrer Geschäftsstelle in die Räume von Basses Blatt ein. Im Januar 2019 zog der Verlag in die heutigen Räume in der Kurhausstraße 12 um.
Basses Blatt wurde von 1991 bis 2011 in der von Stern’schen Druckerei in Lüneburg gedruckt. Seit 2012 erfolgt die Herstellung in der Druckerei der Kieler Nachrichten in Kiel. Nach der Schließung der Druckerei der Kieler Nachrichten wird Basses Blatt seit Oktober 2023 wieder von der von Stern’schen Druckerei in Lüneburg gedruckt.